# Buena Vista, San Miguel Totolapan
Buena Vista är en ort i Mexiko.   Den ligger i kommunen San Miguel Totolapan och delstaten Guerrero, i den södra delen av landet, 210 km sydväst om huvudstaden Mexico City. Buena Vista ligger 1 514 meter över havet och antalet invånare är 156.
Terrängen runt Buena Vista är kuperad västerut, men österut är den bergig. Terrängen runt Buena Vista sluttar norrut. Runt Buena Vista är det glesbefolkat, med 12 invånare per kvadratkilometer. Närmaste större samhälle är Pericotepec, 14,5 km nordost om Buena Vista. I omgivningarna runt Buena Vista växer huvudsakligen savannskog.